# Équation de Boltzmann-Williams
L'équation de Boltzmann-Williams ou équation de Williams pour les aérosols est une équation cinétique analogue à l'équation de Boltzmann décrivant l'évolution statistique d'un nuage de particules liquides ou solides en cours de combustion ou de vaporisation dans un milieu fluide. Elle a été établie par Forman Williams en 1958,.

## Formalisme
On considère un jet de gouttelettes liquides ou de particules solides comportant {\displaystyle M} espèces chimiques. Toutes les particules sont supposées de forme sphérique avec un rayon {\displaystyle r} ; l'hypothèse sphérique peut être assouplie si nécessaire. Pour que cette hypothèse soit vérifiée le jet doit être dilué (le volume total occupé par les gouttelettes est bien inférieur au volume du fluide ambiant) et le nombre de Weber {\displaystyle We=2r\rho _{g}|\mathbf {v} -\mathbf {u} |^{2}/\sigma }, où {\displaystyle \rho _{g}} est la masse volumique du gaz, {\displaystyle \mathbf {v} } est la vitesse des gouttelettes, {\displaystyle \mathbf {u} } est la vitesse du gaz et {\displaystyle \sigma } est la tension superficielle, doit être {\displaystyle We\ll 10}.
La fonction de densité du nombre de gouttelettes/particules pour une {\displaystyle j}-ième espèce chimique est notée {\displaystyle f_{j}=f_{j}(r,\mathbf {x} ,\mathbf {v} ,T,t)}, telle que :
{\displaystyle f_{j}(r,\mathbf {x} ,\mathbf {v} ,T,t)\,dr\,d\mathbf {x} \,d\mathbf {v} \,dT}
représente le nombre probable de gouttelettes/particules d'espèces chimiques {\displaystyle j} (sur {\displaystyle M} espèces totales), de rayon compris entre {\displaystyle r} et {\displaystyle r+dr}, situées dans la plage spatiale comprise entre {\displaystyle \mathbf {x} } et {\displaystyle \mathbf {x} +d\mathbf {x} }, se déplaçant à une vitesse comprise entre {\displaystyle \mathbf {v} } et {\displaystyle \mathbf {v} +d\mathbf {v} } et ayant une température comprise entre {\displaystyle T} et {\displaystyle T+dT} à l'instant {\displaystyle t}.
L'équation de pulvérisation pour l'évolution de cette fonction de densité est alors donnée par :
{\displaystyle {\frac {\partial f_{j}}{\partial t}}+\nabla _{x}\cdot (\mathbf {v} f_{j})+\nabla _{v}\cdot (F_{j}f_{j})=-{\frac {\partial }{\partial r}}(R_{j}f_{j})-{\frac {\partial }{\partial T}}(E_{j}f_{j})+Q_{j}+\Gamma _{j},\quad j=1,2,\ldots ,M.}
où :
{\displaystyle F_{j}=\left({\frac {d\mathbf {v} }{dt}}\right)_{j}} est la force par unité de masse agissant sur la {\displaystyle j^{\text{ème}}} espèce ;
{\displaystyle R_{j}=\left({\frac {dr}{dt}}\right)_{j}} est le taux de variation de la taille de la {\displaystyle j^{\text{ème}}} espèce ;
{\displaystyle E_{j}=\left({\frac {dT}{dt}}\right)_{j}} est le taux de variation de la température  de la {\displaystyle j^{\text{ème}}} espèce dû au transfert de chaleur ;
{\displaystyle Q_{j}} est le taux de variation de la densité numérique de la {\displaystyle j^{\text{ème}}} espèce par nucléation, fragmentation liquide, etc. ;
{\displaystyle \Gamma _{j}} est le taux de variation de la densité numérique de la {\displaystyle j^{\text{ème}}} espèce par collision avec d'autres particules.

## Un modèle simplifié pour un moteur-fusée à ergols liquides
Ce modèle pour le moteur-fusée a été développé par Probert, Williams, et Tanasawa,. Il est raisonnable de négliger {\displaystyle Q_{j},\ \Gamma _{j}} pour les distances éloignées de la source et où se produit la majeure partie de la combustion. Considérons un moteur-fusée à propergol liquide unidimensionnel situé à {\displaystyle x=0}, où le carburant est pulvérisé. En négligeant {\displaystyle E_{j}} et en raison du fait que l'écoulement moyen est parallèle à l'axe {\displaystyle x}, l'équation de pulvérisation stationnaire se réduit à :
{\displaystyle {\frac {\partial }{\partial r}}(R_{j}f_{j})+{\frac {\partial }{\partial x}}(u_{j}f_{j})+{\frac {\partial }{\partial u_{j}}}(F_{j}f_{j})=0}
où {\displaystyle u_{j}} est la vitesse dans la direction {\displaystyle x}. Intégration par rapport à la vitesse donne :
{\displaystyle {\frac {\partial }{\partial r}}\left(\int R_{j}f_{j}\,du_{j}\right)+{\frac {\partial }{\partial x}}\left(\int u_{j}f_{j}\,du_{j}\right)+[F_{j}f_{j}]_{0}^{\infty }=0}
La contribution du dernier terme (terme d'accélération de pulvérisation) devient nulle (en utilisant le théorème de la divergence) puisque {\displaystyle f_{j}\rightarrow 0} lorsque {\displaystyle u} est très grand, ce qui est généralement le cas dans les moteurs-fusées. La vaporisation des gouttelettes de rayon {\displaystyle R_{j}} est bien modélisé à l'aide de mécanismes de vaporisation analogues à la loi en d carré :
{\displaystyle R_{j}=-{\frac {\chi _{j}}{r^{k_{j}}}},\quad \chi _{j}\geq 0,\quad 0\leq k_{j}\leq 1}
où {\displaystyle \chi _{j}} est indépendant de {\displaystyle r}, mais peut dépendre du gaz environnant. En définissant le nombre de gouttelettes par unité de volume par unité de rayon et les quantités moyennes calculées sur les vitesses
{\displaystyle G_{j}=\int f_{j}\,du_{j},\quad {\bar {R}}_{j}={\frac {\int R_{j}f_{j}\,du_{j}}{G_{j}}},\quad {\bar {u}}_{j}={\frac {\int u_{j}f_{j}\,du_{j}}{G_{j}}}}
l'équation devient :
{\displaystyle {\frac {\partial }{\partial r}}({\bar {R}}_{j}G_{j})+{\frac {\partial }{\partial x}}({\bar {u}}_{j}G_{j})=0}
On suppose en outre que {\displaystyle {\bar {u}}_{j}} est indépendant de {\displaystyle r}, et on définit une coordonnée transformée :
{\displaystyle \eta _{j}=\left[r^{k_{j}+1}+(k_{j}+1)\int _{0}^{x}{\frac {\chi _{j}}{{\bar {u}}_{j}}}\,dx\right]^{1/(k_{j}+1)}}
Alors, si la chambre de combustion a une section transversale variable {\displaystyle A(x)}, une fonction connue pour {\displaystyle x>0} et avec une surface {\displaystyle A_{o}} au point de pulvérisation, alors la solution est donnée par
{\displaystyle G_{j}(\eta _{j})=G_{j,o}(\eta _{j}){\frac {A_{o}{\bar {u}}_{j,o}}{A{\bar {u}}_{j}}}\left({\frac {r}{\eta _{j}}}\right)^{k_{j}}}.
où {\displaystyle G_{j,0}=G_{j}(r,0),\ {\bar {u}}_{j,0}={\bar {u}}_{j}(x=0)} sont la distribution numérique et la vitesse moyenne à {\displaystyle x=0}, respectivement.